# Ербьомон
Ербьомон (на френски: Herbeumont) е селище в Южна Белгия, окръг Ньофшато на провинция Люксембург. Населението му е около 1500 души (2006).